# Tomma Abts
Tomma Abts (nascida em 1967) é uma pintora alemã conhecida por suas pinturas abstratas a óleo. Abts venceu o Turner Prize em 2006. Atualmente, a artista vive e trabalha em Londres, Inglaterra.